# Red Orchestra: Ostfront 41–45
Red Orchestra: Ostfront 41–45 (kurz RO) ist ein Computerspiel. Der Ego-Shooter erschien im Juli 2006 und handelt vom Deutsch-Sowjetischen Krieg 1941–1945. In Missionen wie „Stalingrad“ oder „Leningrad“ stehen sich dabei das Deutsche Reich und die Sowjetunion gegenüber.
Das Spiel verfügt über einen Mehrspielermodus, in dem das gemeinschaftliche Agieren in der Militäreinheit im Vordergrund steht. Eine Internetverbindung und ein gültiges Steam-Konto werden vorausgesetzt. Einen Einzelspielermodus mit linearer Handlung gibt es nicht. Jedoch ist es möglich einen Übungsmodus gegen mehrere computergesteuerte Akteure zu starten.
Der Nachfolger Red Orchestra 2: Heroes of Stalingrad wurde von Tripwire Interactive am 14. September 2011 veröffentlicht.

## Hintergrund
Die Technik des Spiels basierte ursprünglich auf Unreal Tournament 2004. 2004 startete der Grafikkarten-Hersteller NVIDIA den Wettbewerb Make Something Unreal. Man forderte Nachwuchsentwickler dazu auf, eine Modifikation zu gestalten. Bei diesem Wettbewerb gab es Geldpreise und Lizenzen zu gewinnen. Die Entwickler von Red Orchestra: Combined Arms gingen als Sieger hervor. Die Verleger waren beeindruckt und entschlossen sich, die Software zum Download anzubieten. Red Orchestra: Combined Arms diente als Ausgangspunkt für ein weiteres Spiel namens Red Orchestra: Ostfront 41–45. Es besteht die Möglichkeit, das Spiel via Steam online zu erwerben. Auch eine Einzelhandel-Version ist verfügbar. Eine für den deutschen Markt modifizierte Version Red Orchestra: Ostfront 41–45 ist nach dem JuSchG ab 16 Jahren freigegeben. Eine
Goldedition enthält gedruckte Karten, Schadensmodelle der Panzer und ein umfangreiches Handbuch sowie eine Bonus-DVD. Die Enhanced Fassung kommt ohne Bonusbeilagen aber mit allen Patches.

## Spielprinzip
Insgesamt beinhaltet das Spiel dreizehn Missionskarten, die speziell für Mehrspielerpartien ausgelegt sind. Außerdem gibt es auf deutscher und sowjetischer Seite je 28 Waffen, darunter auch die MP 40 sowie die PPSch-41. Auch Fortbewegungsmittel wie Panzer oder Truppenfahrzeuge, darunter der sowjetische T34 in verschiedenen Varianten und der deutsche Panzer IV, stehen dem Spieler zur Verfügung.
Während einer Mehrspielerpartie steht das Erobern wichtiger Ziele wie Straßen, Brücken oder Gebäuden hauptsächlich im Vordergrund. Eine Fraktion ist in der Rolle des Angreifers, während die andere ihre Stellungen verteidigen muss. Dem Spieler stehen dabei auf beiden Seiten verschiedene Soldatenklassen zur Verfügung. Man kann beispielsweise als normaler Infanterist Gegner bekämpfen, als Scharfschütze aus dem Hinterhalt oder der Ferne agieren, oder als Teil einer Panzerbesatzung für mechanisierte Unterstützung sorgen. Die Mehrspielerkarten sind dabei recht großräumig gestaltet, um Raum für ausgedehnte Panzergefechte zu lassen. Daneben existieren Mehrspielerkarten, die ausschließlich für den Häuserkampf konzipiert sind und darum die Möglichkeit, Fahrzeuge oder Panzer zu lenken, verwehrt wird.
Die Entwickler haben versucht in Red Orchestra ein möglichst realistisches Spielgefühl zu vermitteln. Dem Spieler steht beispielsweise kein Fadenkreuz zur Verfügung, die Positionen der Mitstreiter werden nicht angezeigt, der Charakter besitzt keine Gesundheitsanzeige, sondern wird bei einem Treffer getötet oder verwundet, was seine Bewegungsfreiheit einschränken kann. Auch das Anvisieren der Gegner erweist sich als schwierig. Weiterhin haben Panzer realistische Trefferzonen.
Die Steuerung erfolgt genretypisch mittels Tastatur und Maus.

## Modifikationen
Für Red Orchestra ist unter anderem die Total Conversion Modifikation Darkest Hour, erschienen.

## Rezeption
Es böte Fahrzeuge, die in Day of Defeat: Source immer fehlten, sei jedoch in reinen Infanteriegefechte schwächer. In Punkte Realismus übertreffe es Battlefield 1942. Schwächen zeigten sich bei der Kollisionsabfrage der Fahrzeuge und der Spielphysik insgesamt. Die Qualität der Karten schwanke stark. Sehr viel wert werde auf Teamplay gesetzt: gute Kommunikation und klare Rollenaufteilungen sei wichtig. Es böte anspruchsvolle Gefechte. Das Spielgefühl sei authentisch, insbesondere durch die realistische Waffenhandhabung. Die Einstiegsphase sei geprägt von demotivierenden Fehlschlägen. Die Bots seien keine ausreichende Vorbereitung für den Mehrspieler. Das Spiel sei ein Geheimtipp.